# Bianca di Trastámara
Bianca di Trastámara, o Bianca II di Navarra (Blanka in basco e in tedesco; Blanca in spagnolo, asturiano, in catalano, in aragonese e in fiammingo; Branca in galiziano e in portoghese; e Blanche in francese e in inglese; Blanca in latino) (Olite, 9 giugno 1424 – Orthez, 2 dicembre 1464), principessa appartenente alla casa reale di Navarra, Aragona e Castiglia, fu consorte dell'erede al trono e futuro re di Castiglia e León Enrico IV dal 1440 al 1453, poi regina (de jure) di Navarra dal 1461 al 1464.

## Biografia
Era la figlia terzogenita (seconda femmina) del principe di Castiglia e León e d'Aragona, duca di Peñafiel e futuro re di Navarra, della corona d'Aragona e di Sicilia Giovanni II e della sua prima moglie, la ex regina consorte di Sicilia e futura regina di Navarra Bianca di Navarra.
Bianca di Aragona, il 15 o il 16 settembre 1440, sposò nella cattedrale di Valladolid l'erede al trono e futuro re di Castiglia e León Enrico, detto l'Impotente, figlio del re di Castiglia e León Giovanni II (figlio del re di Castiglia e León Enrico III e di Caterina di Lancaster) e di Maria d'Aragona, figlia di Ferdinando I e di Eleonora d'Alburquerque (1374 - 1435). Enrico era anche fratellastro di Isabella I, la Cattolica.
Quando, nel 1451, scoppiò la guerra civile tra suo padre Giovanni e suo fratello Carlo (Giovanni II aveva rifiutato di cedere il trono della madre al figlio Carlo che ne era il diretto erede), Bianca si schierò dalla parte del fratello e chiese al suocero Giovanni II di Castiglia di aiutare il fratello, Carlo, che nel frattempo si era accordato con il Connestabile di Castiglia, Álvaro de Luna.
Nel 1453, constatato che il matrimonio non aveva generato alcuna discendenza e che a quanto pare, non era stato ancora consumato (una visita ufficiale accertò che Bianca era ancora vergine, ma sembra che una indagine condotta a Segovia accertò che Enrico, l'erede al trono di Castiglia, con le altre donne fosse sessualmente abile), e anche perché la Castiglia aveva la convenienza ad un'unione dinastica con la casa reale portoghese, papa Niccolò V, su richiesta castigliana, sciolse il legame per consanguineità (Enrico e Bianca erano cugini primi, infatti il padre di Bianca, Giovanni era fratello di Maria, la madre di Enrico).
Rientrata in Navarra dopo l'annullamento del matrimonio con Enrico e dopo che il fratello nel 1452 era stato sconfitto, Bianca si trovò in una condizione di inferiorità nei confronti del padre, che non faceva mistero di non amarla anche per la scelta di Bianca di schierarsi con il fratello. Di fatto Bianca fu tenuta in segregazione.
Nel 1461, alla morte del fratello, Bianca fu di diritto regina di Navarra, con il sostegno di una parte della nobiltà navarrese, quella contraria agli aragonesi di Giovanni (che aveva l'appoggio degli agramonteses partigiani dell'antica casa nobiliare degli Agramont), i beamonteses, seguaci della famiglia Beaumont, già partigiani di Carlo durante la guerra civile; ma non poté mai esercitare il potere, perché il padre glielo impedì.
Nel 1462 Giovanni la diseredò e nominò sua erede per il regno di Navarra, l'altra figlia, che si era sempre schierata per lui, Eleonora I (1426-1479), che con il marito, il conte di Foix Gastone IV, aveva dato aiuto a Giovanni contro Carlo. Eleonora e Gastone catturarono Bianca e la rinchiusero nel castello di Moncada, a Orthez, dove il 2 dicembre del 1464 Bianca morì avvelenata, molto probabilmente per ordine della sorella Eleonora, che alla morte di Bianca fu nominata luogotenente generale di Navarra.
Poco prima di morire pare che Bianca abbia abdicato a favore della sorella Eleonora.

## Discendenza
Bianca a Enrico non diede alcun figlio e di lei non si conosce alcuna discendenza.

## Ascendenza
|                         |                     |                        | Genitori                       |  |  | Nonni |  |  | Bisnonni                |  |  | Trisnonni              |  |
|                         |                     |                        |                                |  |  |       |  |  | Giovanni I di Castiglia |  |  | Enrico II di Castiglia |  |
|                         |                     |                        |                                |  |  |       |  |  | Giovanni I di Castiglia |  |  | Enrico II di Castiglia |  |
|                         |                     | Giovanna Manuele       |                                |  |  |       |  |  | Giovanni I di Castiglia |  |  |                        |  |
| Ferdinando I d'Aragona  |                     |                        |                                |  |  |       |  |  | Giovanni I di Castiglia |  |  |                        |  |
|                         |                     | Leonor d'Aragona       | Pietro IV di Aragona           |  |  |       |  |  |                         |  |  |                        |  |
|                         |                     | Leonor d'Aragona       | Pietro IV di Aragona           |  |  |       |  |  |                         |  |  |                        |  |
|                         |                     | Leonor d'Aragona       | Eleonora di Sicilia            |  |  |       |  |  |                         |  |  |                        |  |
| Giovanni II d'Aragona   |                     | Leonor d'Aragona       |                                |  |  |       |  |  |                         |  |  |                        |  |
|                         |                     | Sancho d'Alburquerque  | Alfonso XI di Castiglia        |  |  |       |  |  |                         |  |  |                        |  |
|                         |                     | Sancho d'Alburquerque  | Alfonso XI di Castiglia        |  |  |       |  |  |                         |  |  |                        |  |
|                         |                     | Sancho d'Alburquerque  | Eleonora di Guzmán             |  |  |       |  |  |                         |  |  |                        |  |
| Eleonora d'Alburquerque |                     | Sancho d'Alburquerque  |                                |  |  |       |  |  |                         |  |  |                        |  |
|                         |                     | Beatriz del Portogallo | Pietro I del Portogallo        |  |  |       |  |  |                         |  |  |                        |  |
|                         |                     | Beatriz del Portogallo | Pietro I del Portogallo        |  |  |       |  |  |                         |  |  |                        |  |
|                         |                     | Beatriz del Portogallo | Inés de Castro                 |  |  |       |  |  |                         |  |  |                        |  |
| Bianca di Trastámara    |                     | Beatriz del Portogallo |                                |  |  |       |  |  |                         |  |  |                        |  |
|                         | Carlo II di Navarra | Filippo III di Navarra |                                |  |  |       |  |  |                         |  |  |                        |  |
|                         | Carlo II di Navarra | Filippo III di Navarra |                                |  |  |       |  |  |                         |  |  |                        |  |
|                         | Carlo II di Navarra | Giovanna II di Navarra |                                |  |  |       |  |  |                         |  |  |                        |  |
| Carlo III di Navarra    | Carlo II di Navarra |                        |                                |  |  |       |  |  |                         |  |  |                        |  |
|                         |                     | Giovanna di Valois     | Giovanni II di Francia         |  |  |       |  |  |                         |  |  |                        |  |
|                         |                     | Giovanna di Valois     | Giovanni II di Francia         |  |  |       |  |  |                         |  |  |                        |  |
|                         |                     | Giovanna di Valois     | Bona di Lussemburgo            |  |  |       |  |  |                         |  |  |                        |  |
| Bianca di Navarra       |                     | Giovanna di Valois     |                                |  |  |       |  |  |                         |  |  |                        |  |
|                         |                     | Enrico II di Castiglia | Alfonso XI di Castiglia        |  |  |       |  |  |                         |  |  |                        |  |
|                         |                     | Enrico II di Castiglia | Alfonso XI di Castiglia        |  |  |       |  |  |                         |  |  |                        |  |
|                         |                     | Enrico II di Castiglia | Eleonora di Guzmán             |  |  |       |  |  |                         |  |  |                        |  |
| Eleonora di Castiglia   |                     | Enrico II di Castiglia |                                |  |  |       |  |  |                         |  |  |                        |  |
|                         |                     | Giovanna Manuele       | Giovanni Emanuele di Castiglia |  |  |       |  |  |                         |  |  |                        |  |
|                         |                     | Giovanna Manuele       | Giovanni Emanuele di Castiglia |  |  |       |  |  |                         |  |  |                        |  |
|                         |                     | Giovanna Manuele       | Bianca de La Cerda y Lara      |  |  |       |  |  |                         |  |  |                        |  |
|                         |                     | Giovanna Manuele       |                                |  |  |       |  |  |                         |  |  |                        |  |